# Be-Bop-A-Lula
Be-Bop-A-Lula ist der Titel eines Rockabilly-Liedes von Gene Vincent aus dem Jahre 1956, das er mit seiner Band, den Blue Caps, einspielte.

## Entstehungsgeschichte
Als Autoren sind Gene Vincent und sein Manager Bill „Sheriff Tex“ Davis urheberrechtlich registriert. Umstritten ist, ob Davis wirklich Mitkomponist gewesen ist. Am wahrscheinlichsten ist, dass Vincent den Song mit Texter Donald Graves verfasste. Graves war Zimmergenosse Vincents im Krankenhaus Portsmouth Naval Hospital, nachdem dieser am 4. Juli 1955 bei einem Motorradunfall verunglückt war und dort behandelt wurde. Hier lasen beide das Comic-Buch Little Lulu, das als Inspiration für den Liedtext einer ersten gemeinsamen Komposition diente. Zunächst entstand als vorläufiger Titel Lulu Likes to Bop, dann Boppin‘ Lula; in nur 30 Minuten war das Lied durchkomponiert – nun unter dem Titel Be-Bop-A-Lula. Dabei orientierte sich Vincent am Erfolg Elvis Presleys mit Rhythm-&-Blues-orientierten Hits, insbesondere an Heartbreak Hotel.
Die Radiostation WCMS suchte im November 1955 neue Talente für ihre Radioshow Country Showtime und erhielt für einen im Februar 1956 stattfindenden Talentwettbewerb über 100 Bewerbungen, darunter auch die von Gene Vincent. Mit seiner Coverversion von Elvis Presleys Heartbreak Hotel überzeugte er sofort die Jury, bestehend aus den Radio-Disc-Jockeys Joe Hoppel und „Sheriff Tex“ Davis (richtiger Name: Wilfred A Douchette; * 14. Juni 1914; † 29. August 2007). Mit neun anderen Bewerbern kam Vincent in die Endausscheidung und sang dort erstmals Be-Bop-A-Lula. Er gewann und ließ von Be-Bop-A-Lula am 9. April 1956 eine Demoaufnahme anfertigen, die an Musikproduzent Ken Nelson von Capitol Records versandt wurde. Capitol suchte damals nach einem jungen Musiker, der in der Lage wäre, mit Elvis Presley zu konkurrieren. Zu jenem Zeitpunkt hatte Graves seine Autoren-Rechte bereits an Tex Davis für 25 US-Dollar übertragen, nachdem dieser Gene Vincents Manager geworden war.
Be-Bop-A-Lula entstand in der überhaupt ersten Aufnahmesession von Gene Vincent am 4. Mai 1956 in den Music City Recordings in Nashville als zweites Stück nach Race With The Devil. Produzent Ken Nelson hatte zwar vorsorglich einige Studiomusiker des Nashville A-Teams angeheuert, doch Gene Vincents hastig zusammengestellte Begleitband Blue Caps überzeugte in der Besetzung Cliff Gallup (Leadgitarre), „Wee“ Willie Williams (Rhythmusgitarre), Jack Neal (Kontrabass) und Dickie Harrell (Schlagzeug). Gallup präsentierte mit seiner Gretsch Duo Jet zwei markante Gitarrensoli, Harrell benutzte fast ausschließlich den Schlagzeugbesen. Dadurch fehlten zwar die beim Rock ’n’ Roll sonst üblichen Rhythmus-Akzentuierungen und auch Trommelwirbel durch das Schlagzeug, doch wurde hier der Rhythmus durch die Rhythmusgitarre und den Kontrabass gewährleistet. Die Instrumentation war so dominant, dass man Vincent alleine in einer Echokammer aufnahm und er über Kopfhörer seine Band verfolgen konnte. Gesanglich ahmt er leidenschaftlich die schluckauf-artigen Gesangsphrasen von Elvis Presley nach, unterlegt mit viel Nachhall. Vincents heftiges Aus- und Einatmen wird durch den hohen Nachhallpegel noch verstärkt.
Für Be-Bop-A-Lula verblieben lediglich noch die letzten 15 Minuten der gebuchten Studiozeit, sodass man sich mit einem Take begnügte. Die Bandmitglieder waren dermaßen überdreht, dass Harrell während der Aufnahmesession – zum Ärger von Toningenieur Mort Thomasson – schrie. Ein zweites Take wurde zwar ohne diese Schreie aufgenommen, aber nicht weiter verwendet. In derselben Session entstanden auch die spätere B-Seite Woman Love und noch zwei weitere Titel.
Der Song hat musikalisch nichts mit dem Jazzstil des Bebop zu tun, ebenso wenig wie die Titel Blue-Jean Bop (Single ebenfalls von Vincent; veröffentlicht am 8. Oktober 1956), Dance to the Bop (Single ebenfalls von Vincent; veröffentlicht am 18. November 1957) oder Be-Bop Baby (Ricky Nelson; September 1957). Der Text beinhaltet keine Message, sondern Aussagen über seine Freundin. Es geht um seine Beziehung zu ihr (sie ist seine Freundin, und nicht nur vielleicht), ihre Kleidung (sie trägt rote Blue-Jeans), ihren sozialen Status (Königin aller Teens) und um ihre Tanzbegabung (mit „fliegenden Füßen“).

## Veröffentlichung und Erfolg
Be-Bop-A-Lula / Woman Love (Capitol Records F 3450) kam am 4. Juni 1956 als erste Single von Gene Vincent auf den Markt. Be-Bop-A-Lula war zunächst als B-Seite geplant, doch Manager Davis bat die Radiostationen, sich auch die Rückseite anzuhören. Das fiel den Stationen leicht, denn Woman Love wies einen problematischen Text über lesbische Liebe auf und ermöglichte Be-Bop-A-Lula das Airplay. Die neue A-Seite Be-Bop-A-Lula gelangte bis auf Rang 7 der Billboard-Charts, auf Platz 5 der Country-Charts und Platz 8 der Country-Hitparade; in Großbritannien erreichte sie Platz 17. Be-Bop-A-Lula entwickelte sich mit 200.000 Exemplaren innerhalb von vier Wochen seit Veröffentlichung zu der am schnellsten verkauften Single bei Capitol Records. In Deutschland gelangte der Titel nicht in die Hitparade. Da die deutsche Lizenz von Capitol Records kurze Zeit später von Teldec zu EMI Electrola wechselte, existieren unterschiedliche Labels der deutschen Erstpressung. Capitol Records war vom Erfolg des Hits derart beeindruckt, dass sie Vincent einen Fünfjahres-Plattenvertrag anbot. Bis April 1957 wurden insgesamt zwei Millionen Exemplare verkauft, wofür Vincent am 28. April 1957 die Goldene Schallplatte von Produzent Ken Nelson überreicht bekam. Die Single blieb allerdings Vincents einziger Millionenseller.
Der Song adaptiert über den Gesang, die Instrumentation und den Sound die frühen Hits von Elvis Presley, insbesondere von Heartbreak Hotel. Auffallend bei dieser Aufnahme ist die Ähnlichkeit der Stimmen von Elvis und Gene Vincent. Deshalb gratulierte Presleys Mutter Gladys Presley ihrem Sohn zum neuen Erfolg von Be-Bop-A-Lula. „Mutter, das bin nicht ich, das ist Gene Vincent. Vielen Dank.“ Am 26. September 1956 wurde der Hit für den Kinofilm The Girl Can’t Help It, US-Premiere: 1. Dezember 1956, aufgenommen, allerdings nicht mehr in der Originalbesetzung mit Leadgitarrist Cliff Gallup.
Die Musikzeitschrift Rolling Stone führt Be-Bop-A-Lula auf Platz 102 ihrer 2004 erstellten Liste der 500 besten Songs aller Zeiten.

## Coverversionen
Vom Rockabilly- und Rock-’n’-Roll-Evergreen gibt es mindestens 53 Coverversionen. Darunter befanden sich die Everly Brothers (aufgenommen am 3. November 1957), Buddy Holly (Live im „The Club“ in Carlsbad NM, Dezember 1956/Januar 1957) oder Cliff Richard & the Drifters (später: The Shadows; 9. Februar 1959 in den Abbey Road Studios). Die Beatles nahmen ihre erste Version live im Hamburger Star-Club am 31. Dezember 1962 auf; der Star-Club-Mitgründer Horst Fascher sang unter dem Pseudonym Horst Obber, die Beatles begleiteten ihn. Jerry Lee Lewis bietet zwei Versionen (14. Juni 1962 auf Sun Records 124 und 11. Januar 1973 Advision Studios, London). Be-Bop-A-Lula war einer der ersten Songs, die John Lennon jemals gehört hatte und beim ersten Zusammentreffen mit Paul McCartney spielte. Lennon nahm ihn zwischen dem 21. und 25. Oktober 1974 in der Record Plant East (New York) auf, Paul McCartney brachte seine Version am 20. Mai 1991 heraus.
Weitere Coverversionen stammen von Suicide, David Cassidy, Foghat, Gene Summers, Carl Perkins, Raul Seixas, Demented Are Go, den Stray Cats, Queen, Sting und Eric Burdon. Gene Vincent hat Be-Bop-A-Lula neben der Original-Version mehrmals aufgenommen, und zwar 1962 in einer Twist-Version (aufgenommen am 3. Juli 1962 in den Abbey Road-Studios) und 1969 in einer Rockversion (veröffentlicht am 24. Oktober 1969 auf der Dandelion-LP I’m Back and I’m Proud).

## Sonstiges
Im The-Who-Film Quadrophenia singt ein Rocker das Lied in einem Waschhaus, woraufhin er von einem Mod, der in einer benachbarten Kabine badet, zurechtgewiesen wird. Der Titel erscheint als Zitat im Dire-Straits-Hit Walk of Life (Dezember 1985): „Here comes Johnny singing oldies goldies Be-Bop-A-Lula and What’d I Say…“